# Детва (лагуна)
Детва (араб. ديطواح لاجون‎) — лагуна на побережье Сокотры, Йемен. Расположена на северо-западном побережье вблизи Калансии. Площадь лагуны — 5,8 км². В 2007 году была признана охраняемым Рамсарским угодьем. На северо-востоке соединяется с Аравийским морем, от которого отделена косой.

## Флора и фауна
В лагуне расположены обширные луга морской травы, а на берегу произрастают эндемичные растения. Морская трава обеспечивает места обитания для молоди рыб. В лагуне обитают такие уязвимые виды как кольчатый хвостокол и тэниура-лимма. Кроме того, лагуна и её окрестности является важным местом для ночевки и пропитания водоплавающих птиц и служит местом размножения стервятников и сокотрийских бакланов.

## Сохранение
В 2003 году архипелаг Сокотра был объявлен биосферным заповедником ЮНЕСКО. 10 августа 2007 года, когда Йемен присоединился к Рамсарской Конвенции, лагуна Детва была объявлена первым и единственным Рамсарским угодьем в Йемене. В 2008 году Архипелаг был признан объектом Всемирного Наследия ЮНЕСКО.